# Callophrys comstocki
Callophrys comstocki är en fjärilsart som beskrevs av Henne 1941. Callophrys comstocki ingår i släktet Callophrys och familjen juvelvingar. Inga underarter finns listade i Catalogue of Life.